# Верле Батенс
Верле Батенс (англ. Veerle Baetens; нар.. 24 січня 1978, Брассат, Антверпен, Бельгія) — бельгійська акторка та співачка, відома за роллю Елізи / Алабами у фільмі «Розімкнене коло» та головного детектива Ханни Мейс у кримінальній драмі «Код 37». Також знімалася в багатьох фламандських фільмах.

## Життєпис
Верле Батенс народилася 24 січня 1978 року в Брасхаті, Бельгія. Навчалася драматичного мистецтва в музичному театрі (англ. Hoger Instituut voor Dramatische Kunsten) Брюсселя. Акторський дебют відбувся 2000 року. У 2005 році Батенс отримала «Музичну премію Джона Краайкампа» в категорії «Провідна жіноча роль у мюзиклі» за головну роль у нідерландському мюзиклі «Пеппі Довгапанчоха».
У 2008 році отримала нагороду Flemish TV-star Award (фламандський еквівалент премії «Еммі») в номінаціях за найкращу жіночу роль та найпопулярнішу телевізійну особу, обидві за головну роль у фільмі «Сара». З 2012 року співає у гурті «Dallas», з яким випустила альбом «Take it All».
Найбільшу популярність принесла роль у фільмі «Розімкне коло» (2012). У 2013 році знялася у двох епізодах серіалу «Біла королева». За гру в цьому фільмі стала переможцем у номінації «Найкраща акторка» Європейського кінопризу 2013 року (англ. European Film Awards).
У 2013 році Верле Батенс зіграла Маргариту Анжуйську в міні-серіалі американського телеканалу Starz «Біла королева», заснованому на однойменному романі Філіппи Ґреґорі.

## Особисте життя
Верле разом із бойфрендом Гертом та донькою (нар.. 2008) живуть у Бельгії.

## Фільмографія
| Рік       |    | Українська назва        | Оригінальна назва                | Роль                                    |
| --------- | -- | ----------------------- | -------------------------------- | --------------------------------------- |
| 2000      | ф  |                         | Misstoestanden                   | Фанні Кікебу                            |
| 2002      | кф |                         | Up                               | дівчина                                 |
| 2002      | ф  |                         | Alias                            | дівчина                                 |
| 2003      | с  |                         | Wittekerke                       | Елс Якобс                               |
| 2004      | с  |                         | Sprookjes                        | дівчина                                 |
| 2004      | с  | Коста!                  | Costa!                           | Верле                                   |
| 2004      | ф  |                         | De zusjes Kriegel                | Анна                                    |
| 2004      | кф | Роман                   | Romance                          | Шанталь                                 |
| 2004      | с  |                         | Rupel                            | Кэти Бергманс                           |
| 2004      | ф  | Поцілунок               | De kus                           | Рита                                    |
| 2004      | с  | Патруль 101             | Flikken                          | Аннік Лафай                             |
| 2005      | кф |                         | Litteken                         | дівчина                                 |
| 2005      | ф  | Довгий вікенд           | Verlengd weekend                 | Ліза                                    |
| 2006      | ф  | Кохання належить усім   | Dennis van Rita                  | Барбара                                 |
| 2006      | ф  | Шторм                   | Windkracht 10: Koksijde Rescue   | Алекс Брейнарт                          |
| 2007—2008 | с  | Сара                    | Sara                             | Сара Де Розе                            |
| 2008      | кф |                         | Lang Zullen Ze Leven             | Ірна                                    |
| 2008      | ф  | Лофт                    | Loft                             | Енн Марай                               |
| 2008      | кф |                         | Samaritan                        | медсестра                               |
| 2009      | ф  |                         | Meisjes                          | медсестра                               |
| 2009—2012 | с  | Код 37                  | Code 37                          | Ханна Мас                               |
| 2010      | ф  | Божевільні              | Zot van A.                       | Анна                                    |
| 2010      | кф | Жовтий                  | Yellow                           | женщина                                 |
| 2011      | ф  | Приходь як є            | Hasta la Vista                   | медсестра                               |
| 2011      | ф  | Код 37                  | Code 37                          | Ханна Мас                               |
| 2012      | ф  | Розімкнене коло         | The Broken Circle Breakdown      | Еліза                                   |
| 2013      | с  | Біла королева           | The White Queen                  | Маргарита Анжуйська, дружина Генріха VI |
| 2013      | ф  | Вердикт                 | Het Vonnis                       | кучер                                   |
| 2014      | ф  |                         | Halfweg                          | Наталі                                  |
| 2014      | с  |                         | Cordon                           | Катя                                    |
| 2015      | с  | Команда                 | The Team                         | Алисия Вербек                           |
| 2015      | ф  | Багатообіцяючий початок | Un début prometteur              | Матильда                                |
| 2015      | ф  | Арденни                 | The Ardennes                     | Сильвія                                 |
| 2016      | ф  | Новини з планети Марс   | Des Nouvelles de la planète Mars | Хлоя                                    |
| 2016      | с  | За стінами              | Au-delà des murs                 | Ліза                                    |
| 2017      | ф  |                         | Rabbit                           | Неріда                                  |
| 2017      | с  | Чистий лист             | Tabula Rasa                      | Аннеми                                  |
| 2018      | ф  |                         | A Bluebird in My Heart           | Лоуренс                                 |
| 2018      | ф  | Материнський інстинкт   | Duelles                          | Еліс Брунель                            |
| 2018      | кф | Сестра                  | Une soeur                        | оператор                                |
| 2019      | ф  |                         | Au nom de la terre               | Клер                                    |
| 2020      | ф  |                         | Rookie                           | Веро                                    |

## Мюзикли
- Кабаре (1998)
- Де ти був, коли… (1999)
- Нісенітниці (1999)
- Чикаго (2000)
- Свято любовного шоу (2003)
- Пеппі Лангкус (2005) — Пеппі Лангкус

## Нагороди та номінації
| Рік  | Нагорода                              | Категорія        | Робота                  | Результат |
| ---- | ------------------------------------- | ---------------- | ----------------------- | --------- |
| 2013 | Премія Європейської кіноакадемії 2013 | Найкраща актриса | Розімкнене коло         | Перемога  |
| 2013 | Трайбека                              | Найкраща актриса | Розімкнене коло         | Перемога  |
| 2013 | Film Festival Oostende                | Найкраща актриса | Розімкнене коло         | Перемога  |
| 2014 | Film Club's The Lost Weekend          | Найкраща актриса | Розімкнене коло         | Перемога  |
| 2016 | Магрітт                               | Найкраща актриса | Багатообіцяючий початок | Перемога  |